# Symphonie no 18 de Michael Haydn
Pour les articles homonymes, voir Symphonie no 18.
La Symphonie no 18 en do majeur, Perger 10, Sherman 18, MH 188, est une symphonie de Michael Haydn, qui a été composée à Salzbourg en 1773.

## Analyse de l'œuvre
Elle comporte quatre mouvements :
1. Allegro molto, en do majeur
2. Andante, en fa majeur
3. Menuet et Trio
4. Vivace

Durée de l'interprétation : environ 27 minutes.
Le Menuet est inhabituel car il se termine par une coda (généralement il est répété après le Trio par un renvoi da capo).

## Instrumentation
La symphonie est écrite pour 2 hautbois, 2 fifres, 2 cors anglais, 1 tambour et les cordes.